# Yara Monteiro
Yara Nakahanda Monteiro (* 1979 in Huambo, Angola) ist eine portugiesische Schriftstellerin. Mit der Veröffentlichung ihres ersten Romans Essa Dama Bate Bué! (auf Deutsch 2022: Schwerkraft der Tränen) im Jahr 2018 wurde Monteiro als Vertreterin einer Generation von Schriftstellern betrachtet, die in Angola geboren wurden und nach Portugal zogen, wie Djaimilia Pereira de Almeida und Kalaf Epalanga.

## Leben
Monteiro wurde in Huambo geboren, damals zweitgrößte Stadt Angolas und im angolanischen Bürgerkrieg (1975–2002) besonders stark zerstört. Monteiro lebte in Angola, bis sie zwei Jahre alt war, zog dann nach Seixal in Portugal und als Erwachsene in den Alentejo. Als Ururenkelin der Sklaverei, Urenkelin der Rassenmischung, Enkelin der Unabhängigkeit und Tochter der Diaspora, wie sie sich selbst definiert, behauptet Monteiro, ihr Schwarzsein in Brasilien entdeckt zu haben.
Sie hat einen Abschluss in Personalwesen und hat fünfzehn Jahre lang in diesem Bereich gearbeitet und in verschiedenen Ländern wie Brasilien, Angola, England und Dänemark gelebt. Im Jahr 2015 gab sie in Brasilien ihr Geschäftsleben auf, um sich dem Schreiben zu widmen. Sie ist mitverantwortlich für die Abteilung für Kultur, Kunst und Performances des INMUNE – Instituto da Mulher Negra.

## Werk
Ihr erster Roman, Essa Dama Bate Bué!, wurde im September 2018 vom Verlag Guerra e Paz veröffentlicht. Er erschien 2022 bei Haymon auf Deutsch. Das Buch erzählt die Geschichte von Vitória Queiroz da Fonseca, einer jungen Angolanerin, die, wie Yara, in Angola geboren und in Portugal aufgewachsen ist. Einmal lässt Vitória – in Angola weiss, in Portugal schwarz und lesbisch, – die bevorstehende Hochzeit sausen, um nach Luanda zurückzukehren und ihre Mutter zu suchen, eine ehemalige Kämpferin im Unabhängigkeitskrieg, die sie als Säugling zu ihren Großeltern gegeben hat. Der Roman zeichnet ein Porträt des postkolonialen und Nachkriegs-Angolas und behandelt Themen wie soziale Ungleichheit und Gewalt.
Monteiro war Rednerin bei der Reihe von Debatten und Diskussionsrunden der Veranstaltung African-European Narratives 2018–2019, die von der Neuen Universität Lissabon im Rahmen des Programms Europa für Bürgerinnen und Bürger der Europäischen Union organisiert wurde.
Im Jahr 2020 waren unveröffentlichte Kurzgeschichten von Yara Monteiro, Djaimilia Pereira de Almeida, Kalaf Epalanga, Ondjaki und Telma Tvon Teil von Contos de Lisboa, einer Ausstellung, die vom 19. Februar bis zum 16. Mai im Lissabonner Stadtarchiv - Fotografie zu sehen war.
- Essa Dama Bate Bué (Guerra e Paz, Lissabon 2018).  Englisch: Loose Ties (Übers.: Sandra Tamele. Paivapo Publishers, Cape Town, 2021) Italienisch: Sta tipa spacca! (Übers.: G. Vitini, Edizioni dell'Urogallo, Perugia, 2021) Deutsch: Schwerkraft der Tränen (Übers.: Michael Kegler. Haymon Verlag, Innsbruck, 2022)
- Memórias, Aparições, Arritmias (Companhia das Letras, Lisboa 2021). Deutsch: Herz. Rhythmus. Störungen (Übers.: Michael Kegler. Haymon Verlag, Innsbruck, 2024)

## Auszeichnungen und Anerkennungen
Mit dem Buch Memórias, aparições e arritmias gewann sie 2022 den Glória de Sant’Anna-Literaturpreis.